# Szabadhídvég
Szabadhídvég (2004. január 1. előtt: Szabadhidvég) község Fejér vármegyében, az Enyingi járásban.

## Fekvése
A megye délnyugati sarkában fekszik, a déli szomszédságában fekvő Felsőnyék már Tolna, nyugati szomszédja, Nagyberény pedig Somogy vármegyéhez tartozik, így a falu határában van a három vármegye hármashatára. Központján a 64-es és 65-ös főutakat összekötő, Dégtől Somig húzódó 6402-es út halad keresztül. Több kisebb-nagyobb külterületi településrésze is van, melyekre az említett útból jobbára alsóbbrendű, önkormányzati fenntartású utak ágaznak ki, de Pélpusztára öt számjegyű mellékút vezet, 64 103-as számozással. Felsőnyékkel és a délebbre fekvő környező (Tamási vonzáskörzetében található) településekkel a 6409-es út kapcsolja össze.

## Története
Múltjáról az első írásos adat 1344-ből származik, amikor „villa Hiydwegh”, azaz Hídvég falu megnevezést említ az oklevél.
Területén a 20. század előtt több település is volt, mai határait és elnevezését 1922-ben nyerte el, amikor egyesítették Városhidvéget, Faluhidvéget és Szabadhegyet. Ezek közül Városhidvég volt a legrégibb és legnagyobb (Városhidvégnek 1 129, Faluhidvégnek 799, Szabadhegynek 217 lakosa volt 1910-ben). 1950-ig Somogy vármegyéhez tartozott, az 1950-es megyerendezéskor csatolták Fejér megyéhez. 1950 és 1954 között Mezőhidvég néven egyesítve volt a Sió másik partján fekvő Mezőkomárommal.

### Címerének története
A község címere pajzs alakú, színe zöld-fehér(ezüst)-zöld, ez megegyezik a község zászlajának színeivel. A címer közepén vár képe látható, az a palánk, majd földvárnak a szimbóluma, amely védte a Sió-vonalat a Rákóczi-szabadságharc idején.
A három szívmintából összefonódó alakzat a három község (Faluhídvég-Városhídvég-Szabadhegy) 1922-ben történt egyesülését jelenti. Ez egyben a Szabadhídvég név kezdetének dátuma is. A hullámvonal arra utal, hogy a község (Sió) vízparti település.
Az 5 ágú nemesi korona azon 29 hídvégi család tiszteletére került fel, akiket az 1784-es összeíráskor nemesnek számítottak. 1688-tól csak katonai szolgálattal tartoztak a hídvégiek, tehát vérükkel adóztak, úgy, mint a nemesek. A zöld szín a község mezőgazdasági jellegére utal, a fehér pedig az erkölcsi tisztaság jelképe.

## Közélete

### Polgármesterei
- 1990–1994: Harai Zoltánné (független)[7]
- 1994–1998: Harai Zoltánné (független)[8]
- 1998–2002: Harai Zoltánné (független)[9]
- 2002–2006: Harai Zoltánné (Polgármesterek Fejér Megyéért)[10]
- 2006–2010: Harai Zoltánné (Polgármesterek Fejér Megyéért)[11]
- 2010–2014: Pap László (független)[12]
- 2014–2019: Pap László (független)[13]
- 2019–2024: Pap László (független)[14]
- 2024– : Pap László (független)[1]

## Népesség
A település népességének változása:
| Lakosok száma | 863  | 860  | 852  | 850  | 770  | 809  | 807  |
|               | 2013 | 2014 | 2015 | 2021 | 2022 | 2023 | 2024 |

A 2011-es népszámlálás során a lakosok 78,4%-a magyarnak, 1,2% cigánynak mondta magát (21,6% nem nyilatkozott; a kettős identitások miatt a végösszeg nagyobb lehet 100%-nál). A vallási megoszlás a következő volt: római katolikus 40,6%, református 14,9%, evangélikus 1%, görögkatolikus 0,1%, felekezeten kívüli 11,5% (31,2% nem nyilatkozott).
2022-ben a lakosság 89,2%-a vallotta magát magyarnak, 0,9% németnek, 0,3% ukránnak, 0,3% cigánynak, 0,3% görögnek, 0,1% románnak, 1,4% egyéb, nem hazai nemzetiségűnek (9,9% nem nyilatkozott; a kettős identitások miatt a végösszeg nagyobb lehet 100%-nál). Vallásuk szerint 29,9% volt római katolikus, 16,1% református, 0,8% evangélikus, 0,4% görög katolikus, 0,1% ortodox, 0,4% egyéb keresztény, 0,8% egyéb katolikus, 16,9% felekezeten kívüli (34,4% nem válaszolt).